# La Guardia (Santa Cruz)
La Guardia ist eine Mittelstadt im Departamento Santa Cruz im Tiefland des südamerikanischen Anden-Staates Bolivien. La Guardia wurde am 26. November 1826 von dem Großgrundbesitzer José Vicente Soliz gegründet.

## Lage im Nahraum
La Guardia ist der zentrale Ort des Municipios La Guardia und liegt in der Provinz Andrés Ibáñez auf einer Höhe von 499 m am rechten Ufer des Río Piraí im Quellbereich des Nebenflusses Quebrada Lavandero. Die Gemeinden Villa Simón Bolívar, El Carmen, Kilómetro 12 und San José wurden nach La Guardia eingemeindet. Dadurch ist die Einwohnerzahl von La Guardia sehr stark angewachsen.

## Geographie
La Guardia liegt im tropischen Savannenklima am Ostrand der Anden-Gebirgskette der Cordillera Oriental. Die Region war vor der Kolonisierung von Feuchtsavanne/Trockenwald bedeckt, ist heute aber größtenteils Kulturland.
Die Jahresdurchschnittstemperatur der Region liegt bei etwa 24 °C (siehe Klimadiagramm El Torno), die monatlichen Durchschnittstemperaturen schwanken zwischen 20 °C im Juni und Juli und 26 °C von November bis Februar. Der jährliche Niederschlag beträgt im langjährigen Mittel etwa 1100 mm, einer kurzen Trockenzeit von Juli bis September mit Monatsniederschlägen von unter 50 mm steht eine ausgedehnte Feuchtezeit gegenüber, in der von November bis März die Monatswerte teilweise deutlich über 100 mm hinausgehen.

## Verkehrsnetz
La Guardia liegt in einer Entfernung von zwanzig Straßenkilometern südwestlich von Santa Cruz, der Hauptstadt des Departamentos.
Vom Zentrum von Santa Cruz aus führt die Nationalstraße Ruta 7 als vierspurige „Avenida Grigotá“ in südwestlicher Richtung nach La Guardia und weiter über El Torno und La Angostura nach Cochabamba.

## Bevölkerung
Die Einwohnerzahl der Ortschaft ist in den vergangenen vier Jahrzehnten auf mehr als das Fünffache angestiegen:
| Jahr | Einwohner | Quelle       |
| ---- | --------- | ------------ |
| 1976 | 2.337     | Volkszählung |
| 1992 | 5.468     | Volkszählung |
| 2001 | 29.745    | Volkszählung |
| 2012 | 74.546    | Volkszählung |
| 2024 |           | Volkszählung |

Aufgrund der Zuwanderung von dem Altiplano in der 2. Hälfte des 20. Jahrhunderts weist die Region einen gewissen Anteil an Quechua-Bevölkerung auf, im Municipio La Guardia sprechen 17,1 Prozent der Einwohner Quechua.